# Hanomag F
Hanomag F — среднетоннажный грузовой автомобиль производства Hanomag. Индексом F также обозначались Mercedes-Benz L206 и Mercedes-Benz T2. Автобус получил индекс Hanomag-Henschel F55 KA, базовой моделью стала Mercedes-Benz O309.
В то время, как под индексом Hanomag F продавались только грузовые автомобили, автомобили Mercedes-Benz T2 получили индекс Hanomag-Henschel F-series, начиная с 1970 года. От базовых моделей автомобили отличаются использованием деталей от Hanomag F.
Также кабину от автомобилей ставили на Steyr 590 и 690 и TATA SFC-407.

## Галерея

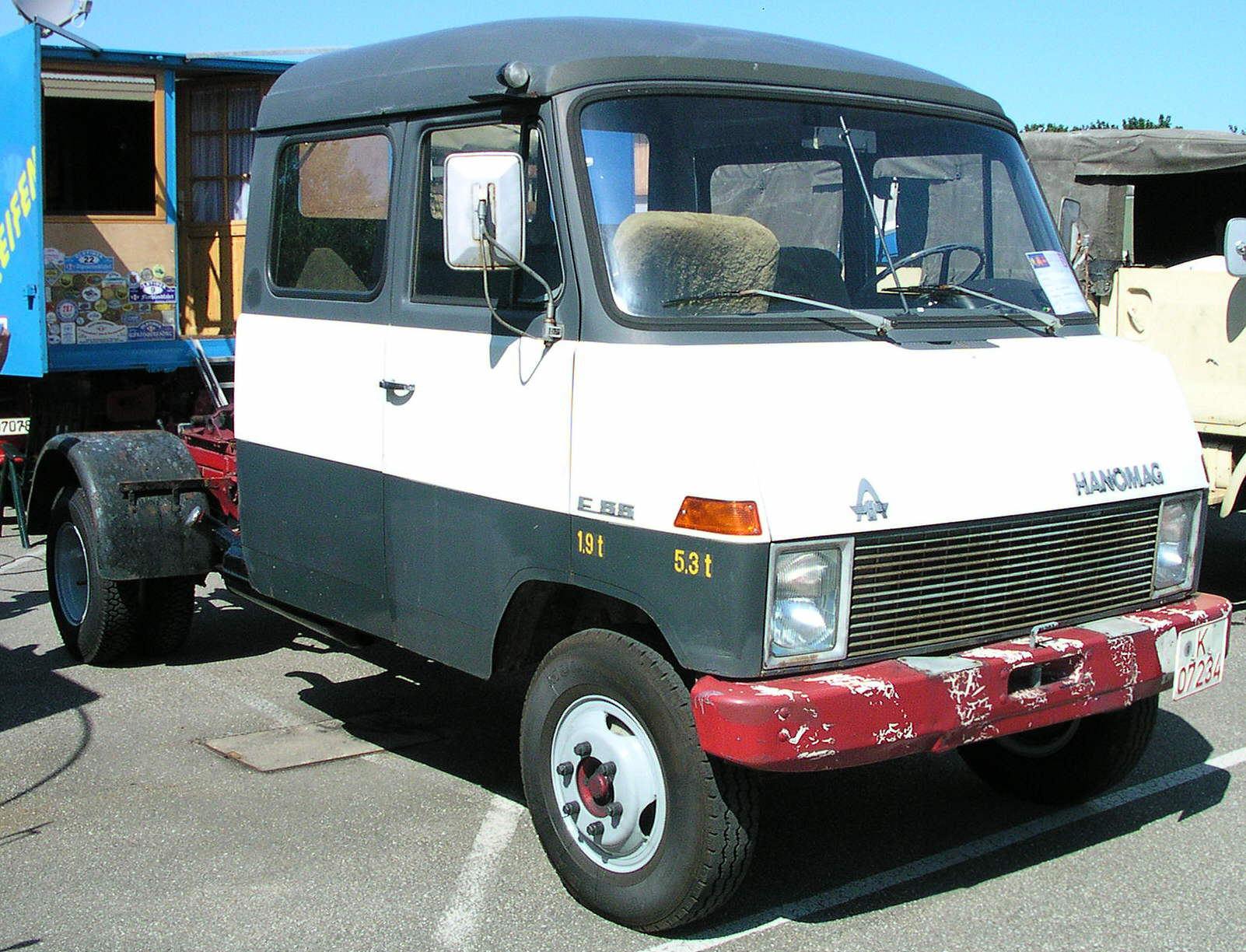
Hanomag F55 с двойной кабиной
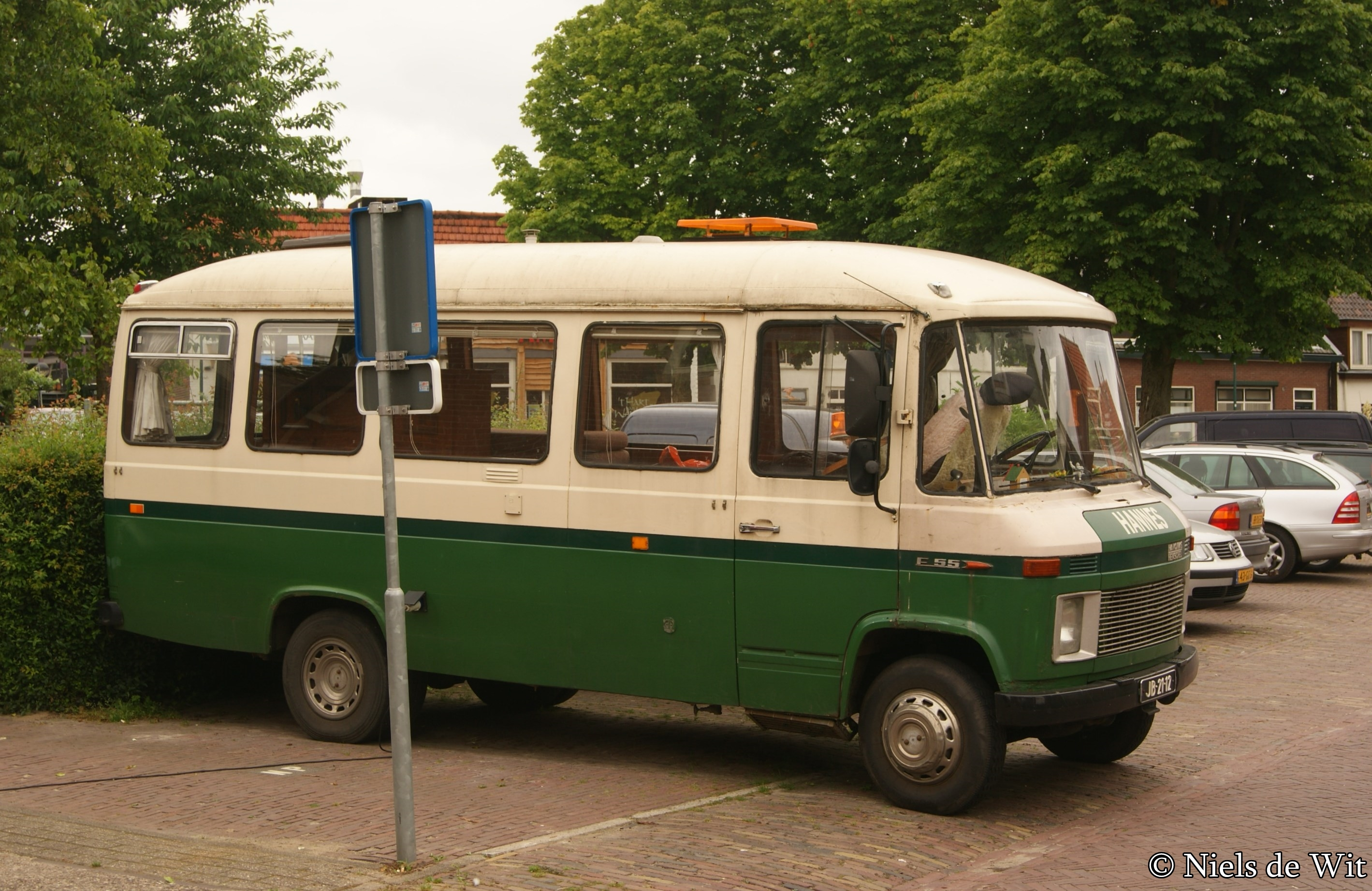
Hanomag-Henschel F55 KA
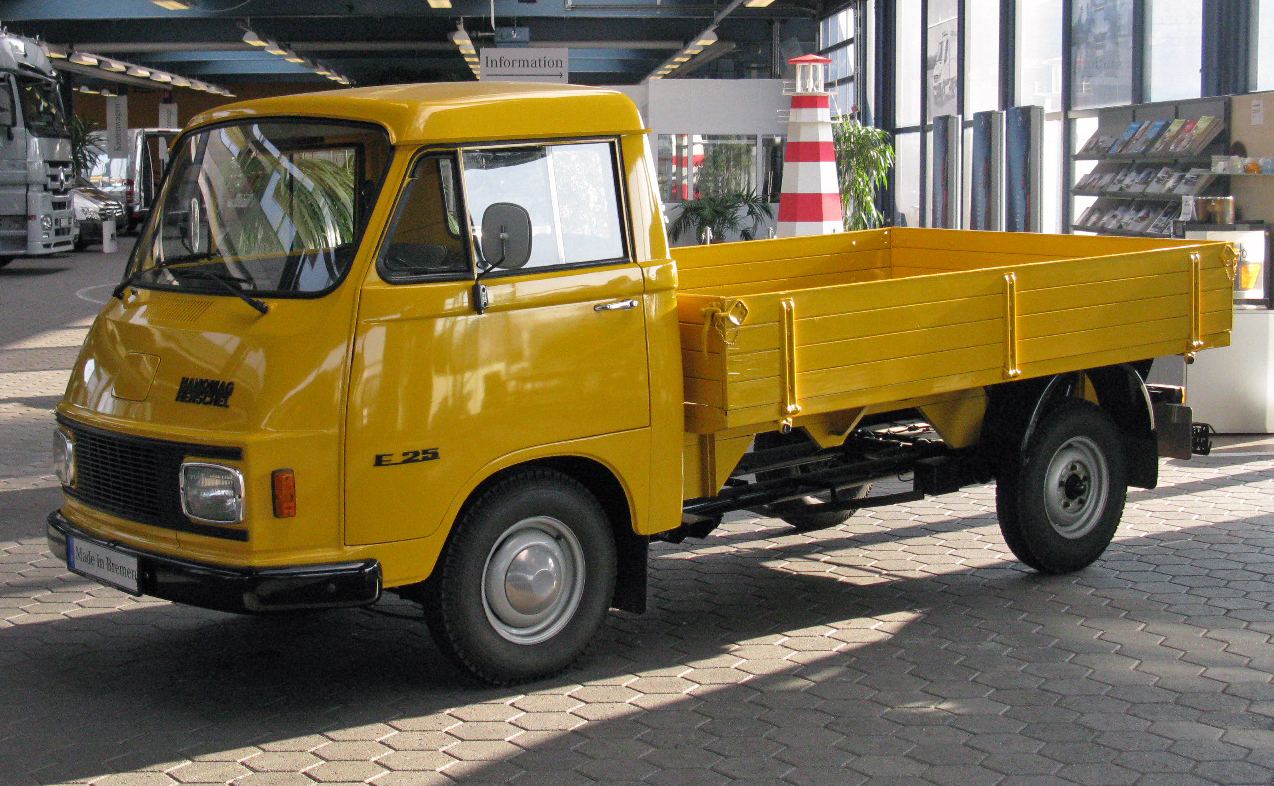
Hanomag-Henschel F25
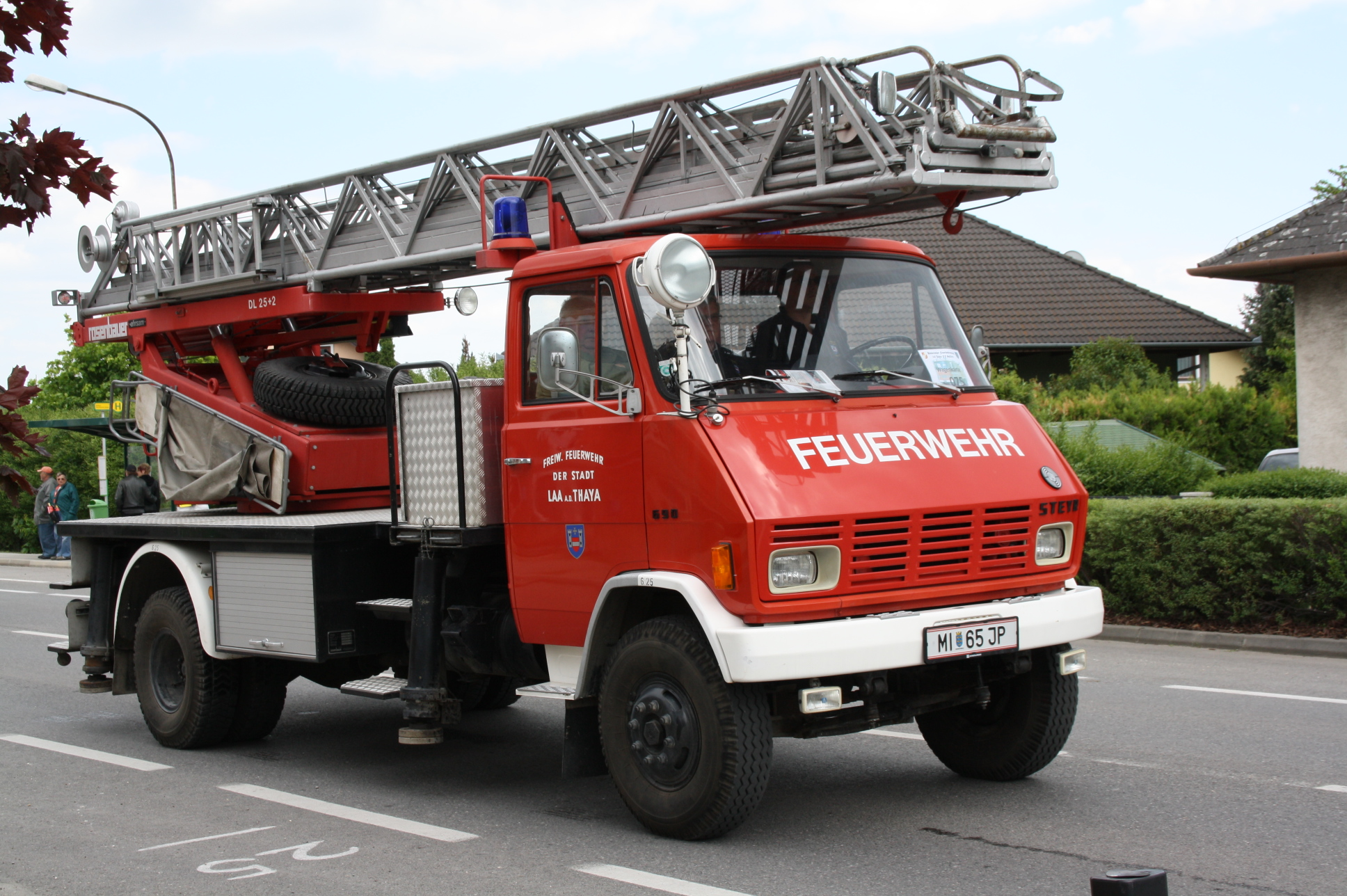
Steyr 690